# Curling na Zimskih olimpijskih igrah 1924
Curling na Zimskih olimpijskih igrah 1924.

## Rezultati

### Moški
| Poz    | Reprezentanca |
| ------ | --- |
| Zlato  | Združeno kraljestvo (John T. S. Robertson-Aikman, William K. Jackson, Robin Welsh, Thomas Murray, Laurence Jackson, John McLeod, William Brown, D. G. Astley) |
| Srebro | Švedska II (Johan Petter Åhlén, Carl-Axel Pettersson, Karl-Erik Wahlberg, D. G. Astley)                                                                       |
| Srebro | Švedska I (Carl Wilhelm Petersén, Ture Ödlund, Victor Wetterström, Erik O. Severin, C-A V. Kronlund, C. W. Petersen)                                          |
| Bron   | Francija (F. Cournollet, P. Canivet, A. Bénédic, Gérard André, H. Aldebert, R. Planque)                                                                       |